# Henk Steeman
Hermanus Hendrikus ("Henk") Steeman (Rotterdam, 15 januari 1894 – Den Haag, 16 februari 1979) was een Nederlands voetballer.
Steeman speelde als middenvelder zijn hele loopbaan bij Sparta behalve in het seizoen 1922/23 toen hij bij Quick in Nijmegen speelde. Tussen 1919 en 1925 speelde hij ook dertien keer in het Nederlands voetbalelftal waar hij geen doelpunt maakte. Hij nam deel aan de Olympische Zomerspelen in 1920 waar hij met het Nederlands team een bronzen medaille won.